# Christy Chung
Christy Chung (Montreal, 19 de septiembre de 1970) es una actriz canadiense de ascendencia china y vietnamita. Es reconocida por protagonizar las películas Mermaid Got Married, The Bodyguard from Beijing, Love on Delivery y Jan Dara.

## Carrera

### Inicios
Mientras estudiaba para una carrera en la industria del turismo en la Universidad de Quebec en Montreal (UQAM), ingresó y ganó el concurso Miss China de Montreal en 1992. Luego viajó a Hong Kong para participar en el desfile internacional Miss China 1993, en el que ganó a pesar de no hablar chino. Esto le abrió las puertas para que comenzara su carrera como actriz allí, a pesar de no hablar una palabra de cantonés en ese momento y a pesar de su experiencia actoral extremadamente limitada. Tuvo que elegir entre actuar en Hong Kong y convertirse en la presentadora de pronósticos meteorológicos en Société Radio-Canada, la red de televisión gubernamental en lengua francesa de Canadá.

### Reconocimiento
Su papel en la cinta The Bride with White Hair 2 le valió reconocimiento instantáneo, y se convirtió en una estrella conocida en la cultura popular de lengua china, actuando en un gran número de películas, incluyendo algunas protagonizadas por Stephen Chow, así como The Bodyguard from Beijing, protagonizada por Jet Li.
Dar a luz a su hija en 1998 tuvo un efecto negativo en su carrera debido a la impresión estereotípica de que una madre no podía ser símbolo sexual, pero su carrera se recuperó en la década de 2000. En 2003 integró el reparto de la película de Jackie Chan El poder del talismán. La revista FHM de Singapur la votó como la "Mujer más sexy de Asia" en 2000. En 2010 protagonizó la cinta Bruce Lee, My Brother, interpretando el papel de la madre del fallecido actor y artista marcial Bruce Lee. En la misma, el actor Aarif Lee encarnó a Bruce Lee.

## Filmografía

### Películas
| Año  | Título                     | Personaje             | Notas                                                                    |
| ---- | -------------------------- | --------------------- | ------------------------------------------------------------------------ |
| 2019 | Fall in Love at First Kiss | Madre de Jiang Zhishu | junto a Darren Wang, Lin Yun, Kenji Chen, Cecilia Choi y Christopher Lee |